# گوستاوو فیورینی
گوستاوو فیورینی (انگلیسی: Gustavo Fiorini؛ زادهٔ ۷ آوریل ۱۹۱۹) بازیکن فوتبال اهل ایتالیا است.
از باشگاه‌هایی که در آن بازی کرده‌است می‌توان به باشگاه فوتبال اینتر میلان، باشگاه فوتبال سمپدوریا، و باشگاه فوتبال آنکونا اشاره کرد.